# Vithalrao Nagesh Shirodkar
Vithalrao Nagesh Shirodkar (* 27. April 1899 in Shiroda, Goa; † 7. März 1971) war ein indischer Gynäkologe.

## Werdegang
Shirodkar stammte aus dem Dorf Shiroda in der westindischen Region Konkan. Er machte seinen medizinischen Hochschulabschluss 1923 am Grant Medical College in  Bombay. Er spezialisierte sich auf Geburtshilfe und Frauenheilkunde und erhielt 1927 seinen Doktortitel. 1931 wurde er Mitglied des Royal College of Surgeons of England. Seit 1935 hatte er eine bedeutende Laufbahn als Chirurg und Lehrkraft.

## Leistungen
Shirodkar entwickelte einen operativen Eingriff zur Behandlung der Schwäche des Gebärmutterhalses (Muttermundschwäche), die bei den betroffenen Frauen zu Fehlgeburten führt. Bei der Operation wird eine zusammenschnürende Naht (Cerclage) mit einem nicht resorbierbaren Faden um den Gebärmuttermund gelegt. Dadurch wird die Entstehung vorzeitiger Wehen vermieden. Vor der Geburt muss der Verschluss wieder geöffnet werden oder es muss ein Kaiserschnitt erfolgen. 
Die Operation ist nach Shirodkar benannt („Shirodkar-Cerclage“).
1971 wurde er mit dem Padma Vibhushan ausgezeichnet.